# Nicolae Martinescu
Nicolae Martinescu (Vișani, Rumania, 24 de febrero de 1940-Bucarest, 1 de abril de 2013) fue un deportista rumano especialista en lucha grecorromana donde llegó a ser campeón olímpico en Múnich 1972.

## Carrera deportiva
En los Juegos Olímpicos de 1968 celebrados en México ganó la medalla de bronce en lucha grecorromana estilo peso ligero-pesado, tras el luchador búlgaro Boyan Radev (oro) y el soviético Nikolai Yakovenko (plata). Cuatro años después, en las Olimpiadas de Múnich 1972 ganó la medalla de oro en peso de 100 kg.